# Circoncisione nell'islam
La circoncisione rituale (in arabo khitān) praticata nell'islam fin dalle sue origini. La pratica è strettamente legata alla ṭahāra, la 'purità rituale'. 
La circoncisione non è una pratica richiesta dal Corano ma è "consigliata" (sunna) come una tappa con cui si introducono gli uomini al credo islamico e un segno di appartenenza alla vasta comunità islamica. Attualmente i musulmani sono la più grande comunità religiosa a praticare la circoncisione. 
La circoncisione islamica è assai simile a quella ebraica, nonostante ci siano alcuni punti che le differenziano. La pratica della circoncisione ha una origine remota. Se ne trovano tracce nella Bibbia (Genesi, XVII,23-27) laddove si racconta che Abramo circoncise Ismaele, all'età di tredici anni, e tutti i maschi della sua casa. Anche Abramo, che aveva ottant'anni, si fece circoncidere nello stesso giorno. Anche nell'antico Egitto la pratica esisteva; si ha poi testimonianza della sua diffusione tra le popolazioni semitiche della Palestina. Anche gli arabi preislamici praticavano la circoncisione.
Quanto al valore sociale della pratica, l'origine più remota sembra identificarla con il rito di passaggio dalla fanciullezza alla pubertà, più precisamente come rito che dà la piena virilità, come segno della piena maturità fisica, e il pieno diritto di appartenenza al gruppo dei maschi adulti; il minore diventa così maggiorenne, acquisendo la piena capacità di agire; egli viene pertanto introdotto legittimamente nella condizione matrimoniale (in tal senso l'ablazione del prepuzio costituisce una rimozione della femminilità residua nell'adolescente e l'acquisizione della maschilità completa). La stessa circoncisione di Ismaele quando aveva tredici anni (Genesi 17,25) sembra attestare questa dottrina.
Presso gli ebrei, invece, la circoncisione assunse un valore più propriamente religioso, come “segno dell'alleanza”, che introduce il maschio nel popolo eletto:
Per questo motivo, il rito viene anticipato all'ottavo giorno dalla nascita (Genesi, 17,12). Presso gli ebrei, questa pratica sembra, tuttavia, essere divenuta norma obbligatoria e generale soltanto nel periodo dell'esilio.

## Circoncisione maschile nell'Islam
Nell'islam manca il concetto di “patto” o “alleanza”. Prevale, dunque, ma non è esclusivo, il senso più antico della circoncisione. Questa oscillazione dottrinale si riflette sulla fissazione dell'età in cui essa viene effettuata, che varia a seconda delle fonti. Se si prende come punto di riferimento la pratica di Abramo, egli circoncise Isacco a sette giorni e Ismaele a tredici anni. Se, invece, si prende come base giuridica una sunna profetica, Muhammad circoncise i due nipoti, Hasan e Husayn, all'età di sette anni. Ma ci sono anche dottrine in base alle quali la circoncisione può essere effettuata dopo quaranta giorni dalla nascita o all'età di dieci anni.
Il neonato musulmano maschio, nato vivo e vitale, deve essere circonciso. La pratica della circoncisione (khitan), consistente nella escissione del prepuzio, sembra apparentemente confliggere con un altro principio islamico, vale a dire il principio della sacralità del corpo umano. Infatti, qualsiasi danno fisico, che va dal caso estremo dell'omicidio fino alle ferite anche lievi, arrecato ad una persona, è sanzionato dalla legge penale. Solo i necessari interventi medici sul corpo umano sono considerati leciti. Tuttavia, la circoncisione non viene considerata una menomazione fisica, ed è pertanto lecita.

### Fonti religiose
Il Corano non parla di circoncisione. Al tempo di Maometto la circoncisione era praticata da diverse tribù arabe, come pure dagli ebrei, per motivi religiosi. Lo stesso Maometto era circonciso (la tradizione vuole che nascesse già circonciso). Molti dei suoi primi discepoli erano circoncisi come segno di appartenenza alla nascente comunità islamica. Questi fatti sono citati diverse volte nei ʾaḥādīth. È considerata una pratica religiosa dalle origini dell'Islam.
L'Imam Abu Hanifa, fondatore della scuola di giurisprudenza islamica, che da lui fu conosciuta come "hanafita", e l'Imām Malik sostengono che la circoncisione è una sunna muʿakkada, non obbligatoria quindi ma fortemente consigliata. Alcuni discepoli, fra cui l'Imām Shāfiʿī e Ahmad ibn Hanbal la considerano vincolante per tutti i musulmani.

### Obbligatorietà della circoncisione
L'obbligatorietà della circoncisione non ha base coranica, ma è giustificata dalla sunna profetica.

Il Corano non menziona pratiche che prevedano una manipolazione chirurgica del corpo femminile o di sue parti, nell'ambito di un più generale divieto di modificare la creazione di Allah se non per necessità terapeutiche.
La circoncisione è ritenuta “obbligatoria” in ambito shafiita, mentre per le altre scuole sunnite rappresenta  una buona pratica, meritoria o fortemente incoraggiata. Il dovere di circoncidere i maschi viene meno quando un bambino nasce già circonciso, oppure è troppo debole, o ancora quando un uomo anziano si converte all'islam e lo impedisca la sua cagionevole salute.

## Circoncisione femminile nell'Islam
La “circoncisione femminile” (khafd o khitan al-untha) può essere effettuata in modo più o meno invasivo. Questa viene considerata una forma di mutilazione genitale femminile, che secondo l'Organizzazione mondiale della sanità può essere praticata in quattro forme:
- clitoridectomia: circoncisione resezione del prepuzio clitorideo con o senza l'escissione di parte o dell'intero clitoride;
- escissione del clitoride e delle piccole labbra: resezione del prepuzio e del clitoride insieme alla rimozione parziale o totale delle piccole labbra;
- infibulazione o "circoncisione faraonica": escissione parziale o totale dei genitali esterni. I due lati della vulva vengono poi cuciti con una sutura o con spine, riducendo in tal modo la dimensione dell'orifizio della vulva e lasciando solo un piccolo passaggio nell'estremità inferiore, per l'emissione del flusso mestruale e dell'urina;
- altre forme di manipolazione degli organi genitali femminili: piercing, pricking, incisione del clitoride e/o delle labbra; allungamento del clitoride e/o delle labbra; cauterizzazione per ustione del clitoride e dei tessuti circostanti; raschiatura dell'orifizio vaginale (angurya cuts) o taglio della vagina (gishiri cuts); introduzione di sostanze corrosive nella vagina per causare sanguinamento, oppure immissione di erbe con lo scopo di restringere la vagina.

### Origine della pratica
Le pratiche della escissione e della infibulazione sono comuni a molte culture del passato, eccezion fatta per quella cristiana che vieta la mutilazione del corpo in qualsiasi forma. La maggior parte delle culture che pratica questo tipo di mutilazione contro le donne, manca di giustificazioni religiose per tradizione orale o scritta e si rifà in genere a usanze tribali ancestrali in cui la posizione della donna è la stessa di una fattrice: procreare senza mai provare piacere. Queste pratiche sono oggi condannate e combattute dalla maggior parte di organizzazioni sanitarie mondiali, pur con numerose difficoltà dovute allo scontro con preconcetti tribali e società pseudoprimitive chiuse.

### Fonti Islamiche
Nelle fonti islamiche si trova un generico riferimento alla clitoridectomia (khafd). Una tradizione profetica (hadith), infatti, riporta che Muhammad, vedendo un giorno una donna specializzata nelle escissioni operare una bambina, le avrebbe detto: “La circoncisione è sunna per gli uomini e solo makruma per le donne. Quando incidi, non esagerare nel tagliare, così facendo il suo viso sarà più splendente e il marito sarà estasiato”. Mentre sunna indica una prescrizione normativa, makruma si riferisce, invece, ad un'“azione nobile”.(Facoltativa).

### Qualificazione giuridica della circoncisione femminile
Circa l'obbligatorietà della circoncisione femminile, non c'è un riferimento preciso nella letteratura tradizionistica. A loro volta, le scuole giuridiche divergono sulla qualificazione di questa pratica. Solo gli shafi‘iti la considerano “obbligatoria” sia per i maschi sia per le femmine. I malikiti la ritengono makruma li'l-nisa’ (azione raccomandata, nobile, per la donna, ma non è peccato se si omette), mentre i hanbaliti la qualificano sunna (tradizione profetica, azione da imitare, molto fortemente incoraggiata).
In epoca recente, la circoncisione femminile è stata definita come “azione indifferente” dal punto di vista giuridico (Muhammad ‘Ali ‘Abd al-Rahim), mentre lo shaykh Shaltut ha sostenuto che non esiste alcuna giustificazione giuridica per praticare la circoncisione femminile, in quanto manca per questa pratica una qualsiasi base nelle fonti, e non vi sono nemmeno giustificazioni mediche o etiche.

### Età della circoncisione femminile
Circa l'età in cui praticare la circoncisione, non esiste una regola precisa. Secondo una dottrina, essa va effettuata tra i sette e i nove anni. Secondo un'altra dottrina, la decisione spetta al tutore della ragazza, sulla base delle condizioni psicofisiche della ragazza stessa.

### Politiche contrarie alla “circoncisione femminile”
La pratica della “circoncisione femminile”, o delle “mutilazioni genitali femminili” (a seconda del punto di vista), è stata fortemente contrastata sia in Italia sia a livello internazionale, per es., nella Conferenza internazionale dell’Onu sulle donne a Copenaghen (1980); con la creazione del “Comitato interafricano sulle pratiche tradizionali che pregiudicano la salute delle donne e dei bambini” (1984); nella Conferenza di Nairobi (Kenya, 1985) ed in quella di Pechino (1995).
In vari Paesi africani sono state intraprese varie iniziative, sia legislative che sociali, per sradicare questa pratica, ma essa viene tollerata e resta ancora largamente diffusa.